# Гравитационна сингулярност
Гравитационната сингулярност е място, в което според учените се нарушава непрекъснатостта на пространство-времето в теорията на относителността. Там величините, използвани за измерване на гравитационното поле (изкривяване на пространство-времето или плътност на материята), клонят към безкрайност. Според теорията, гравитационни сингулярности се проявяват във вътрешността на черните дупки или в началния момент на Големия взрив. Най-известна е сингулярността при черните дупки.